# Otinotus aureus
Otinotus aureus är en insektsart som beskrevs av Ananthasubramanian 1980. Otinotus aureus ingår i släktet Otinotus och familjen hornstritar. Inga underarter finns listade i Catalogue of Life.